# Az év montenegrói labdarúgója

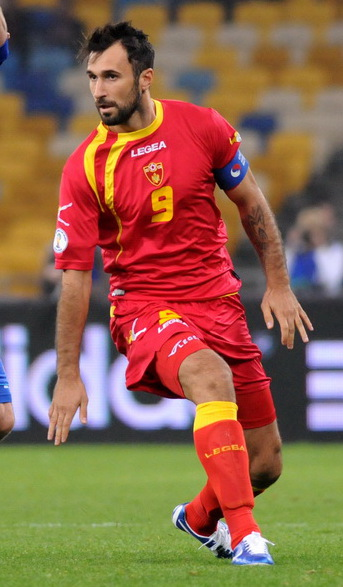
Mirko Vučinić hétszer nyerte el a díjat

Az év montenegrói labdarúgója díjat minden évben a legjobb teljesítményt nyújtó montenegrói labdarúgó kapja. A díjat 2006 óta osztják ki, a győztest a montenegrói bajnokság csapatkapitányai és vezetőedzői választják meg a montenegrói labdarúgó-szövetség szervezésében. A díjat legtöbbször, hétszer Mirko Vučinić nyerte meg.

## Győztesek
| Év   | Játékos        | Csapat          | Poszt  |
| ---- | -------------- | --------------- | ------ |
| 2006 | Mirko Vučinić  | AS Roma         | csatár |
| 2007 | Mirko Vučinić  | AS Roma         | csatár |
| 2008 | Mirko Vučinić  | AS Roma         | csatár |
| 2009 | Stevan Jovetić | Fiorentina      | csatár |
| 2010 | Mirko Vučinić  | AS Roma         | csatár |
| 2011 | Mirko Vučinić  | Juventus        | csatár |
| 2012 | Mirko Vučinić  | Juventus        | csatár |
| 2013 | Mirko Vučinić  | Juventus        | csatár |
| 2014 | Marko Baša     | Lille OSC       | hátvéd |
| 2015 | Stevan Jovetić | Internazionale  | csatár |
| 2016 | Stefan Savić   | Atlético Madrid | hátvéd |
| 2017 | Stefan Savić   | Atlético Madrid | hátvéd |
| 2018 | Stefan Savić   | Atlético Madrid | hátvéd |
| 2019 | Stefan Mugoša  | Incshon United  | csatár |

## Győztesek klubonként
| # | Csapat          | Győzelmek | Győztes évek           |
| - | --------------- | --------- | ---------------------- |
| 1 | AS Roma         | 4         | 2006, 2007, 2008, 2010 |
| 2 | Juventus        | 3         | 2011, 2012, 2013       |
| 2 | Atlético Madrid | 3         | 2016, 2017, 2018       |
| 4 | Fiorentina      | 1         | 2009                   |
| 4 | Lille OSC       | 1         | 2014                   |
| 4 | Internazionale  | 1         | 2015                   |
| 4 | Incshon United  | 1         | 2019                   |